# Równanie różniczkowe Bessela
Równanie różniczkowe Bessela – równanie różniczkowe zwyczajne postaci:
{\displaystyle x^{2}{\frac {d^{2}y}{dx^{2}}}+x{\frac {dy}{dx}}+(x^{2}-\alpha ^{2})y=0}
dla dowolnej liczby rzeczywistej α (zwanej rzędem). Rozwiązania tego równania są nazywane funkcjami Bessela. Najpowszechniejszymi i najważniejszymi przypadkami szczególnymi są te, dla których α jest liczbą całkowitą.